# Edison Music Awards
The Edison Award — найстаріших і найпрестижніша музична премія Нідерландів, заснована 1960 року. Переможці отримують латунні статуетки Томаса Едісона, розроблені голландським скульптором Пітер де Гонтом.  Її можна порівняти з американською премією Греммі.  Це одна з найстаріших музичних нагород у світі, вперше вручена в 1960 році на інавгураційній церемонії Grand Gala du Disque.
Організатором є Фонд Едісона, створений NVPI (раніше знана як Нідерландська асоціація виробників та імпортерів носіїв зображення та звуку), членами якої повинні бути звукозаписні компанії та дистриб'ютори, щоб подавати записи на здобуття премії. З 2022 року іменним партнером AFAS Edisons буде компанія AFAS Software, яка займається розробкою програмного забезпечення.

## Історія
У 1960 році Комітет колективних грамофонних кампаній організував нагороди Едісона за записи в різних категоріях. Перші нагороди Едісона, названі на честь винахідника фонографа Томаса Едісона, були вручені на інавгураційній Grand Gala du Disque, вітрині для нагородження за участю національних та міжнародних виконавців. За збігом обставин, Едісон був голландського походження. Щороку Едісонів нагороджували на двох окремих заходах: Grand Gala du Disque Classique для класичної музики та Grand Gala du Disque Populaire для популярної музики.
Існувало дві основні категорії: Міжнародні артисти та місцеві (нідерландські) артисти, в різних музичних стилях, таких як поп, вокал, джаз, інструментальна музика, дитяча музика, а також (в перші роки) окрема нагорода за франкомовну музику. Переможців визначало журі.
На Гранд-гала-концерті 1963 року, який тривав майже дві години, премію Едісона отримали Марлен Дітріх, Сара Вон і Шарль Азнавур.
У 1965 році серед переможців були Естер Офарім, Олівер Нельсон, Луї ван Дейк, "Бітлз" і Джоан Баез.
Піаніст Володимир Горовіц і композитор-диригент Ігор Стравінський отримали нагороди на Grand Gala du Disque Classique.
Сама премія також зазнала багато змін. У 1960-х і на початку 1970-х років вона зросла до рекордної (на той час) кількості 24 категорій у 1969 році. У наступні роки кількість номінацій була непостійною, і деякі категорії не проіснували довше, ніж пару років. 
У 1975-1976 роках премії Едісона не присуджували, а в 1977 році премію отримали лише голландські митці. 1980 року класичну та популярну музику було об'єднано в одну категорію. Хоча премія втратила значну частину свого престижу у 1980-х роках через брак висвітлення у ЗМІ та інтересу з боку звукозаписних компаній - кількість категорій продовжувала зростати до рекордного числа 35 у 1991 році. Вибір став прогресивнішим, оскільки деякі лауреати премії були практично невідомі широкому загалу. 
У 1991 році, наприклад, не були нагороджені альбоми-бестселери та альбоми, що отримали схвальні відгуки критиків, натомість призи отримали менш відомі виконавці, такі як The Riverdogs, Майкл Лі Фіркінс, репер Періс та інструменталіст Жан Марк Зельвер.
Наприкінці 1990-х років "Едісон" зазнав чергового оновлення: премія була розділена на "Едісон Поп" та "Едісон Джаз/Світ" (раніше завжди існувала окрема церемонія нагородження "Едісон Класик"). Вона також почала більше фокусуватися на голландських виконавцях, і було запроваджено низку нових категорій, таких як найкращий альбом, відео, сингл і новачок. Щороку також присуджували одну або дві нагороди, за які безпосередньо голосувала телевізійна аудиторія.
В останні роки інтерес до "Едісона" зріс, хоча у 2006 і 2007 роках нагороди не присуджували. Нині премію присуджують лише голландському продукту і вона має кілька категорій, як-от найкращий митець-чоловік, найкраща мисткиня-жінка, новачок, театральний/вокальний митець. Також існує щорічна нагорода за життєві досягнення для митця з видатною кар'єрою. Церемонія 2011 року, що відбулася 2 жовтня і включала вісім номінацій, не транслювалася по телебаченню.